# Уильямс, Лора
Лора Линн Уильямс (англ. Laura Lynne Williams; 21 мая 1969 — 28 октября 2018) — основатель российской программы Всемирного фонда дикой природы (WWF), руководитель программы Центра дикого лосося на Камчатке, создатель камчатского офиса WWF, энтузиаст и организатор движения иппотерапии, создатель авторских методик, журналист.

## Биография

### Ранние годы и образование
Родилась в семье врача и юриста в Нью-Йорке. До двух лет жила в штате Южная Дакота, где отец проходил альтернативную военную службу в индейской резервации Роузбад во время Вьетнамской войны. Её родители развелись, когда Лоре было 2 года, а её брату — год. Мать с детьми переехала в Денвер, штат Колорадо:130. В 1978—1984 годах Лора Уильямс училась в Graland Country Day School в Денвере, и в 1984—1987 Fountain Valley School of Colorado в Колорадо-Спрингс.
В 1987 году поступила в Корнеллский университет. В 1988 году на вопрос преподавателя, почему Лора решила изучать русский язык, ответила: «Потому что <это> страна большая. И дикой природы в России должно быть много». В 1990 году прошла двухмесячную стажировку по русскому языку в Ленинграде. В 1991 получила в Корнелле университете степень бакалавра в области международной экологической политики.

### WWF
В 1993 году Всемирный фонд дикой природы предложил Лоре Уильямс начать проект по оценке состояния биологического разнообразия России. В том же 1993 году она открыла первый офис WWF в Москве, перед этим она привлекла к работе по программе WWF в России Владимира Кревера, который стал первым русским сотрудником WWF. Офис в Москве находился в маленькой двухкомнатной квартире в «хрущёвке» недалеко от метро Тульская. Благодаря Креверу и Уильямс, российскому отделению WWF удалось привлечь более 10 миллионов долларов западных грантов для создания новых охраняемых территорий в стране и на поддержку её заповедной системы в трудный переходный период 1994—1997 годов, когда государственное финансирование было практически сведено к нулю.

### Заповедник «Брянский лес»
Работая в российском отделении WWF, Лора познакомилась с известным деятелем природоохранного движения, основателем и директором заповедника «Брянский лес», фотографом-натуралистом Игорем Шпиленком. Игорь сам принёс заявку на грант в офис WWF. Когда Лора спросила его, почему он не воспользовался факсом, Шпиленок ответил: «Ближайший от нас факс находится в Киеве, и мне легче было приехать в Москву». В 1997 году после четырёх лет работы на WWF в Москве Уильямс приняла предложение Шпиленка возглавить отдел экологического образования в заповеднике «Брянский лес». Для заповедника Лора как координатор российского WWF смогла создать проект экологического просвещения и привлечь финансирование датского правительства.
Чтобы работать в Брянском лесу, Лора переехала в ближайшую к заповеднику деревню Чухраи, где жило всего 15 человек. Вскоре они с Игорем Шпиленком поженились, у них родились два сына. По воспоминаниям Лоры, её родители с пониманием отнеслись к решению дочери оставить городскую жизнь и уехать в глухую деревню, а вот брат Марк, голливудский продюсер, отнёсся крайне скептически.
В 1999—2000 годах Лора Уильямс продолжила образование в Йельском университете, получив степень магистра по природоохранной биологии в Йельской школе лесного хозяйства и экологических исследований.

### Камчатка
В 2006 году Лора переехала на Камчатку и открыла постоянный офис WWF в городе Елизово.
В 2009 году она стала сотрудником Центра дикого лосося и вплоть до 2013 года возглавляла российскую программу Центра. Исполнительный директор Центра дикого лосося Гвидо Рар вспоминал:

Наша программа в Камчатке [в тот момент] по существу буксовала, и нам нужен был кто-то, кому мы могли бы доверять, и кто знал ландшафт Камчатки — человеческий и экологический — чтобы помочь нам ориентироваться. Лора провела тщательную работу и вывела наши усилия России на совершенно новый уровень. Мы не были бы там, где мы находимся сегодня, без её вклада.
В 2009 году сына Игоря Шпиленка Тихона назначили директором Кроноцкого заповедника, одной из его основных задач на новом посту было победить массовое коммерческое браконьерство, которое шло на заповедной территории под прикрытием местных криминальных группировок. Всей семье и инспекторам часто поступали угрозы расправы. Против Лоры велась дискредитационная кампания в прессе. Журналист Андрей Пешков опубликовал в газете «Камчатское время» статью «Кроноцкие Соединённые Штаты», направленную против Уильямс и поддержавшего её начальника управления особо охраняемых территорий Всеволода Степаницкого. В статье прозвучало обвинение в том, что Лора Уильямс не имела права руководить Камчатским региональным офисом WWF, так как не имела разрешения на трудовую деятельность. Позднее Лора подала иск в суд и выиграла дело. Когда Уильямс поехала в Америку продлевать свою российскую визу, ей дважды отказали, сославшись на некие административные правонарушения. В России на тот момент оставались два её маленьких сына и муж. По воспоминаниям Игоря Шпиленка, визу ей в результате удалось получить благодаря поддержке Министерства природы, а офицеров, которые сфальсифицировали дела против неё, уволили со службы.
Из-за постоянного давления и угроз при работе на Камчатке Лора приняла решение вернуться в «Брянский лес», вместе с сыновьями она переехала обратно в Чухраи.

### Работа с лошадьми
Лора получила сертификат тренера-терапевта от Института психотерапии с лошадьми в Австралии и сертификат бизнес-тренер Европейской Ассоциации обучения с лошадьми (EAHAE/HorseDream), как тренер-фасилитатор училась в Германии.
В 2015 году Лора запустила проект «Человек и Лошадь», программу личностных тренингов и психологической помощи людям через общение с лошадьми. Методика терапии с помощью лошадей отличается от иппотерапии в её основном понимании, заключающегося в лечении опорно-двигательного аппарата. Принцип работы Лоры состоял во взаимном уважении людей и лошадей. Она обучала лошадей, используя только гуманные методы: её методика обучения лошадей называлась «Диалог и дружба». В табуне Лоры в Чухраях было девять лошадей, ото всех раньше отказались хозяева, некоторых Уильямс перекупила у мясников. Животные прошли лечение и специальные уроки реабилитации, для них были созданы максимально приближённые к свободным условия жизни. Тренинги, которые вела Уильямс, не включали верховую езду, поскольку при ней невозможно равноправное взаимодействие. Лора регулярно проводила семинары в России, Австралии, Новой Зеландии и других странах, начала программу подготовки тренеров по иппотерапии в России. С 2016 года начала развивать направление реабилитации детей с различными заболеваниями.

### Литературная деятельность
Лора Уильямс писала статьи по охране природы и сотрудничала с журналами National Wildlife, BBC Wildlife, Geo, Canadian Wildlife и других. Последние годы она вела колонку Notes from a Russian Village (Заметки из русской деревни) для журнала Russian Life («Русская жизнь») и блог в Живом Журнале.
В 2008 году она выпустила книгу The Storks’ Nest: Life and Love in the Russian Countryside («Гнездо аистов: Жизнь и любовь в русской деревне»).

### Гибель

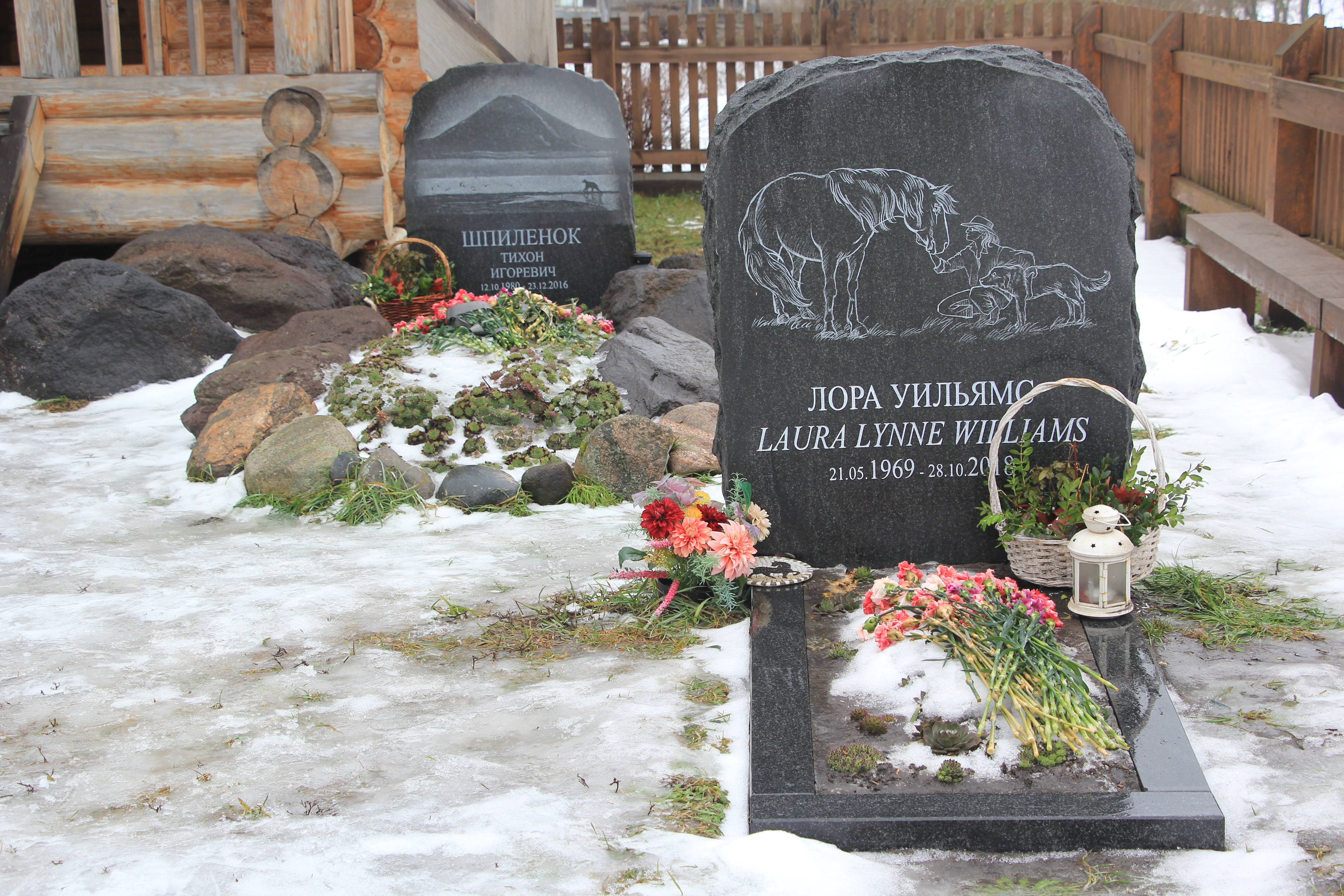
Могила Лоры Уильямс на кладбище в деревне Чухраи

27 октября 2018 года Лора Уильямс упала, объезжая необученную лошадь. Смерть наступила в ночь с 27 на 28 октября в больнице в Суземке. Лору похоронили 30 октября в Чухраях, рядом с могилой пасынка Тихона Шпиленка.

## Память
В 2019 году в память об основательнице WWF России учредило премию имени Лоры Уильямс. Награда присуждается молодым специалистам, которые добились значительных результатов в области сохранения дикой природы России. Об учреждении премии было объявлено в день 25-летнего юбилея WWF России, который проходил 3 июля 2019 года во время традиционного «Бала на траве». Призовой фонд премии составлен из пожертвований близких и коллег Лоры.
В 2020 году лауреатами премии Лоры Уильямс стали биолог Елена Шнайдер, орнитолог Алексей Левашкин, научный сотрудник Сайлюгемского национального парка Алексей Кужлеков и заместитель директора Висимского заповедника Александра Хлопотова.
Программу «Человек и Лошадь» продолжают коллеги Уильямс: её последний проект «Табун счастья» в 2019 году вела основатель российской Ассоциации тренингов и терапии с лошадьми Ольга Платонова при поддержке сотрудников заповедника «Брянский лес» и волонтёров.

## Семья
- Муж — Игорь Шпиленок, фотограф-натуралист.
  - Сын — Андрей (род. в 2001[26]).
  - Сын — Макар (род. в 2004[26]).
- Мать — Эндрия Уильямс, адвокат[6].
- Отчим — Чарльз (Чез) Дуии, адвокат по вопросам недвижимости[1]:130.
- Отец — Джон Уильямс, врач.
- Мачеха — Пэт Уильямс, радиолог[1]:130.
- Брат — Марк Уильямс, продюсер (род. в 1970[1]:130)[8].
- Единокровный брат — Эрик Уильямс, киносценарист (род. в 1979[1]:130).